# Belava
Belava is een berg in Oost-Servië, gelegen nabij de plaats Bela Palanka. De top van de berg (Kardašica) bevindt zich 946 meter boven zeeniveau.